# El Carmen (Beni)
El Carmen (auch El Carmen del Iténez) ist eine Ortschaft im Departamento Beni im südamerikanischen Andenstaat Bolivien.

## Lage im Nahraum
El Carmen ist zentraler Ort des Kantons El Carmen im Municipio Huacaraje in der Provinz Iténez. El Carmen liegt auf einer Höhe von 160 m am linken, westlichen Ufer des Río Blanco, der mit einer Länge von mehr als 1000 Kilometern zu den zehn längsten Flüssen Boliviens gehört und 50 Kilometer nordwestlich von San Borja in den Río Iténez mündet.

## Geographie
Das Klima im Raum Huacaraje ist gekennzeichnet durch eine für die Tropen typische ausgeglichene Temperaturkurve mit nur geringen Schwankungen und einem jährlichen Temperaturmittel von knapp 27 °C (siehe Klimadiagramm Magdalena). Der Jahresniederschlag beträgt mehr als 1400 mm, mit einer deutlichen Feuchtezeit von November bis März und einer Trockenzeit in den Monaten Juni bis August.

## Verkehrsnetz
El Carmen liegt in einer Entfernung von 170 Straßenkilometern nordöstlich von Trinidad, der Hauptstadt des Departamentos.
Trinidad ist Kreuzungspunkt der nationalen Nationalstraßen Ruta 3 und Ruta 9. Die Ruta 9 durchquert von Norden nach Süden das gesamte bolivianische Tiefland und führt von Trinidad über Casarabe zu der 477 Kilometer südlich gelegenen Metropole Santa Cruz. In Casarabe zweigt eine unbefestigte Piste nach Nordosten in das zweihundert Kilometer entfernte Huacaraje ab und erreicht nach 120 Kilometern El Carmen. 

## Bevölkerung
Die Einwohnerzahl der Ortschaft hat sich in dem Jahrzehnt zwischen den beiden letzten Volkszählungen nur unwesentlich verändert:
| Jahr | Einwohner         | Quelle       |
| ---- | ----------------- | ------------ |
| 1992 | keine Detaildaten | Volkszählung |
| 2001 | 1063              | Volkszählung |
| 2012 | 1059              | Volkszählung |
| 2024 |                   | Volkszählung |